# Buteo ridgwayi
La poiana di Ridgway (Buteo ridgwayi (Cory, 1883)) è un uccello rapace appartenente alla famiglia Accipitridae, endemico della Repubblica Dominicana.

## Descrizione
Si tratta di una poiana di medie dimensioni (36–41 cm di lunghezza) con schiena bruno-grigiastra, ventre grigio, cosce rossastre, e coda a bande bianche e nere; le zampe e la base del rostro sono gialle. Si osserva un discreto dimorfismo sessuale: il maschio risulta più piccolo (330-350 g) e più grigio della femmina, che può arrivare a 360-420 g.

## Distribuzione e habitat
La specie rappresenta al momento un endemismo della Repubblica Dominicana, dal momento che nella parte occidentale dell'isola di Hispaniola (ossia lo stato di Haiti) è considerata estinta. L'areale è limitato alle foreste e alle zone umide dell'isola, con particolare riferimento al Los Haitises National Park, ove è sottoposta a tutela.

## Biologia

### Voce
Il verso è rappresentato da richiami striduli e acuti.

### Alimentazione
La dieta comprende principalmente rettili (lucertole e serpenti rappresentano circa l'80% delle prede) e rane. Occasionalmente può attaccare piccoli mammiferi, come pipistrelli e roditori, così come altri uccelli, oppure artropodi.

### Riproduzione
Il nido viene costruito tra gennaio e marzo in mezzo ai rami più alti degli alberi della zona, preferendo soprattutto la specie Roystonea borinquena O.F.Cook (Arecaceae).

La deposizione, normalmente due o tre uova, avviene tra febbraio ed aprile, con il maschio che partecipa alla cova.

### Relazioni con l'uomo
Il disturbo antropico rappresenta la principale minaccia per quanto riguarda la riproduzione di questo rapace.

## Tassonomia

### Sinonimi
- Rupornis ridgwayi Cory, 1883 -  The Quarterly journal of the Boston Zoological Society 2: 46 - Locus typicus: Santo Domingo (sinonimo omotipico, basionimo)[2]

### Sottospecie
Non sono state individuate sottospecie.

### Specie simili
Una specie simile è la poiana codarossa o poiana della Giamaica (Buteo jamaicensis), che è un po' più grande, e possiede una coda più rossiccia.

## Conservazione
A causa della limitatezza dell'areale, della sua forte frammentazione e del rapido calo del numero degli individui, la Lista Rossa IUCN ha attribuito a questo taxon lo status "CR" (critico).